# 経路特定区間
経路特定区間（けいろとくていくかん）とは、JR線の運賃計算制度で特例とされるものの一つである。

## 概要・区間
経路特定区間は、JR各社の「旅客営業規則」69条および158条に以下のように規定されている。
69条
「次の各号に掲げる区間の普通旅客運賃・料金は、その旅客運賃・料金計算経路が当該各号末尾のかつこ内の両線路にまたがる場合を除いて、○印の経路の営業キロ（第9号については運賃計算キロ。ただし、岩国・櫛ケ浜間相互発着の場合にあっては営業キロ）によって計算する。この場合、各号の区間内については、経路の指定を行わない。」（「○印」は掲載されている路線図の記号）
158条
「第69条の規定により発売した乗車券を所持する旅客は、同条第1項各号の規定の末尾に記載されたかつこ内の○印のない経路をう回して乗車することができる。」
つまり、ある区間に複数の経路がある場合にそのいずれのルートを選択する場合でも、原則として短い方のルートで運賃・料金を計算するというものである。
乗車券の営業キロが（短いほうの経路を利用したもので）100kmを超えていれば、どちらの経路上でも途中下車が可能である。ただし、100kmを超えていても全区間が大都市近郊区間に入っている場合は、その規定が優先され途中下車は不可能である。
区間によっては、定期券についても同様の特例が適用される（下の区間一覧参照）。例えば上野駅 -（京浜東北線）- 浦和駅の定期券では、宇都宮線・高崎線列車も利用することが可能であり、途中尾久駅で下車することもできる。一方、大阪駅 -（大阪環状線［福島駅経由］・阪和線）- 鳳駅の定期券では大阪環状線（大阪駅 - 天満駅 - 天王寺駅）の区間は利用できない。定期券の運賃計算を行う営業キロも実際の券面の経路（この場合は長い経路のほう）が適用される。なお、大阪駅 - 天満駅 - 天王寺駅間の運賃を支払えば利用可能となる。
2006年現在、以下の9区間に設定されている。
- 距離は、特記ない限り営業キロである。
- *印は、この区間を含む定期券についても同様の特例が適用されるもの。
- 「東京駅以遠（有楽町または神田方面）- 蘇我駅以遠（鎌取または浜野方面）」間については、どちらの経路でも営業キロは同じである。

| 乗車する区間                                                                                    | 短い方の経路（こちらを適用）                                | 長い方の経路                                        |
| ----------------------------------------------------------------------------------------------- | ----------------------------------------------------------- | --------------------------------------------------- |
| *大沼駅以遠（仁山方面）- 森駅以遠（石谷方面）                                                   | 函館本線 （本線：大沼公園経由）22.5km                       | 函館本線 （砂原支線：東森経由）35.3km               |
| *赤羽駅以遠（尾久、東十条または十条方面）- 大宮駅以遠（土呂、宮原または日進方面）               | 東北本線 （宇都宮線：川口・浦和経由）17.1km                 | 東北本線 （埼京線：戸田公園・与野本町経由）18.0km   |
| *日暮里駅以遠（鶯谷または三河島方面）- 赤羽駅以遠（川口、北赤羽または十条方面）                 | 東北本線 （京浜東北線：王子経由）7.4km                      | 東北本線 （宇都宮線：尾久経由）7.6km                |
| *品川駅以遠（高輪ゲートウェイまたは大崎方面）- 鶴見駅以遠（新子安、国道または羽沢横浜国大方面） | 東海道本線 （中距離電車および京浜東北線：大井町経由）14.9km | 東海道本線 （品鶴線（横須賀線）：西大井経由）17.8km |
| *東京駅以遠（有楽町または神田方面）- 蘇我駅以遠（鎌取または浜野方面）                           | 総武本線・外房線 43.0km                                     | 京葉線 43.0km                                       |
| 山科駅以遠（京都方面）- 近江塩津駅以遠（新疋田方面）                                            | 湖西線 74.1km                                               | 東海道本線・北陸本線 （琵琶湖線経由） 93.6km        |
| 大阪駅以遠（塚本または新大阪方面）- 天王寺駅以遠（東部市場前または美章園方面）                  | 大阪環状線（天満経由）10.7km                                | 大阪環状線（福島経由）11.0km                        |
| 三原駅以遠（糸崎方面）- 海田市駅以遠（向洋方面）                                                | 山陽本線 65.0km                                             | 呉線 87.0km                                         |
| 岩国駅以遠（和木方面）- 櫛ヶ浜駅以遠（徳山方面）                                                | 岩徳線 43.7km（換算キロは48.1km）                           | 山陽本線 65.4km                                     |

注：「A駅以遠（B駅方面）」とは、乗車区間が以下のいずれか1つ(着の場合。発の場合はその逆向き)に該当することである。
- A駅止まり
- A駅から次駅をB駅とする路線を経由してB駅以遠に行く

したがって、乗車区間が上記のいずれにも該当しない場合は、経路特定区間が設定されている区間を通過する場合であっても実際に乗車する経路によって運賃を計算する。さらに特例として、新岩国駅以遠（広島方面）の各駅と、徳山駅以遠（新南陽又は櫛ケ浜方面）の各駅を新幹線経由で移動する場合、新岩国 - 徳山間の普通旅客運賃・料金は、岩徳線岩国 - 櫛ケ浜間及び山陽本線櫛ケ浜 - 徳山間の経路の営業キロによって計算する。

## 歴史
1920年（大正9年）に、東北本線と常磐線および奥羽本線との間で設定された。以後、改廃を繰り返して今日に至っている。
過去に存在した区間（この字体は運賃計算を行う経路）
- 長万部駅 - 岩見沢駅（1958年廃止）
室蘭本線と函館本線
- 長万部駅 - 札幌駅・苗穂駅・白石駅[3]（1994年廃止[4]）
函館本線と室蘭本線・千歳線
- 福島駅 - 青森駅（1958年廃止、以後列車特定区間として1991年まで存続）
東北本線と奥羽本線
- 岩切駅 - 品井沼駅（利府駅 - 品井沼駅廃止に伴い1962年廃止）
東北本線（利府駅経由と陸前山王駅経由）
- 日暮里駅 - 岩沼駅（2001年廃止）
東北本線と常磐線
- 岡谷駅 - 塩尻駅（2001年廃止）
中央本線（みどり湖駅経由と辰野駅経由）
- 河原田駅 - 津駅[3]（伊勢線の伊勢鉄道への移管に伴い1987年廃止）
伊勢線と関西本線・紀勢本線（亀山駅経由）
- 柘植駅 - 大阪駅（廃止年代不詳。1950年代以前か）
草津線・東海道本線と関西本線・城東線（現・大阪環状線）
- 肥前山口駅 - 諫早駅（1994年廃止）
長崎本線と佐世保線・大村線（早岐駅経由）
- 八代駅 - 鹿児島駅・西鹿児島駅（現・鹿児島中央駅）（1951年廃止）
肥薩線・日豊本線（隼人駅経由）と鹿児島本線

一部、路線の廃止や分離によってなくなったものもあるが、おおむね輸送実態に合わせた改廃が行われてきた。多くの場合「両方のルートの前後を直通する長距離列車がともに存在する」ということが制度の条件となっていた。また、そうした条件があっても運賃の差が大きい奥羽本線と東北本線のケースは列車特定区間に変更されている。
過去には山陽新幹線全通前の山陽本線と赤穂線のように、そうした列車が運行されていても設定されなかったケースもある。ただしこの2線の場合、長い方の経路（山陽本線）の乗車券で、短い方（赤穂線）を直通運転する急行列車に乗車できる特例はあった。また、この2線間には後に選択乗車の特例が制定された。
山陽本線と岩徳線に関しては、岩徳線に長らくそうした列車が走っていないにもかかわらず今日に至るまで存置されている。種村直樹によると、1979年の国鉄運賃改定に際してこの区間の経路特定を廃止し、山陽本線側を実キロに戻すことが検討された模様だが、山陽新幹線の距離も延びることになり、折から控訴中だった新幹線運賃差額返還訴訟との関係で時期が悪いと見送られたという。ただし、山陽新幹線のルート自体は岩徳線に近い。
一方、赤羽駅 - 大宮駅、日暮里駅 - 赤羽駅、品川駅 - 鶴見駅、東京駅 - 蘇我駅、大阪駅 - 天王寺駅は2004年に設定（日暮里駅 - 赤羽駅は再設定）されたものである。これは俗に「電車大環状線」と呼ばれていた旅客営業規則第70条（東京近郊の電車区間および大阪環状線を挟む乗車券においては、電車区間および大阪環状線のどのルートを通っても最短距離で運賃計算を行う）の範囲縮小と同時に設定された。